# Església de Sant Antoni de Pàdua (Ulldecona)
Sant Antoni de Pàdua és una església de petites dimensions al poble dels Valentins al terme municipal d'Ulldecona (Montsià) protegida com a bé cultural d'interès local. Edifici amb coberta a dos vessants, la façana principal no té cap decoració, l'únic element és la porta principal d'arc de mig punt. a un costat s'alça el campanar, una torre quadrangular amb una obertura d'arc de mig punt en la part superior de cada cara. Tot l'edifici està arrebossat i pintat de blanc excepte una motllura que ressegueix la porta i el campanar que són de color crema.